# Escapament català

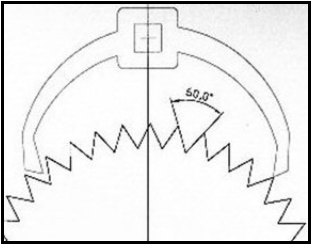
Croquis de la roda i l'àncora d'un escapament català. Amb dents simètriques.

Animació que mostra un escapament de punt mort o de Graham. Les dents de la roda dentada són asimètriques.(Clic a activate)

L'escapament català és una variant entre els diversos tipus d'escapaments dels rellotges mecànics. La seva aparició data dels inicis del segle xviii i la denominació deriva de la distribució geogràfica del mecanisme, construït a Catalunya de forma exclusiva.
L'escapament dels rellotges catalans té unes particulars característiques no trobades en cap altre lloc, per això se'l va batejar de manera específica amb el nom de "escapament català". Aquesta fita va succeir l'any 1958 a Pforzheim en plena efervescència del descobriment dels rellotges domèstics catalans, durant un congrés de la societat alemanya Freunde Alter Uhren.
L'escapament català és molt simple i aprofita un percentatge menor de les forces mecàniques que distribueix que d'altres escapaments més perfeccionats; dintre del que cap, però, acompleix la seva funció amb prou garanties; la prova més clara en són els molts rellotges que segueixen funcionant després de dos segles amb el mateix mecanisme d'escapament.
L'escapament català és un sistema de roda de dents triangulars simètriques.

## Característiques

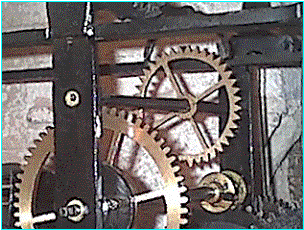
Fotografía d'un sistema d'escapament català en un rellotge de campanar. La roda d'escapament es pot veure en segon pla retinguda per l'àncora situada a la seva part superior.

La principal característica de l'escapament català és la seva roda d'escapament. Les seves dents son de forma triangular amb un angle aproximat de 60º, cosa que l'hi dona una forma característica. Normalment tenen 30 dents (com l'escapament de Graham de la figura animada), del que es pot deduir que, amb un pèndol reial que bat segons (una oscil·lació en dos segons), doni una volta per minut.
L'escapament català el trobem tant en els rellotges de campanar com en els domèstics. De fet els rellotges domèstics són la reducció dels rellotges de campanar. Té una sèrie de particularitats que el fan interessant. Una de les seves principals virtuts és la solidesa. Un cop ajustat, no es veu afectat gairebé per res i li costa de desgastar-se, sobretot amb l'aliatge de bronze que es feia servir aleshores, pràcticament sense plom.
El desplaçament del pèndol és bastant important, comparat amb d'altres models d'escapament. Cosa que fa que mantingui la oscil·lació encara que no estigui massa ben ajustat.
La manca d'exactitud (que, a vegades, s'ha dit que té) ve donada, en la majoria dels casos, per altres causes, com puguin ser la vareta del pèndol articulada o la molla de la suspensió amb un perfil no gaire uniforme. Si es corregeixen aquests problemes, el rellotge afina com qualsevol d'altre (i a vegades supera els de renom internacional).

## Curiositat
Un precedent interessant de mecanisme d'engranatges amb dents triangulars, sense cap relació amb l'escapament català, és el Mecanisme d'Anticitera.